# Bekiesz
Bekiesz (Bekesz) – polski herb szlachecki z indygenatu, pochodzenia węgierskiego.

## Opis herbu
Opis z wykorzystaniem zasad blazonowania, zaproponowanych przez Alfreda Znamierowskiego:
W polu złotym prawa noga orla złota z czarnym upierzeniem, w prawym górnym rogu tarczy półksiężyc srebrny w skos, w lewym dolnym gwiazda srebrna. W klejnocie nad hełmem w koronie pięć piór strusich.
Według Kroniki Bielskiego, pole herbu ma być brunatne.

## Historia herbu
Herb pochodzenia węgierskiego, sprowadzony do Polski przez Kaspra Bekiesza, zatwierdzony w 1593 roku przez Stefana Batorego dla Władysława i Gabriela Bekieszów.

## Herbowni
Tadeusz Gajl wymienia dwie rodziny herbownych:
Bekiesz (Bekesz) oraz Klidzia (Klidź).

### Znani herbowni
- Kasper Bekiesz
- Gabriel Bekiesz